# Sainte-Marguerite-Lafigère
 Sainte-Marguerite-Lafigère  là một xã ở tỉnh Ardèche, vùng Rhône-Alpes ở đông nam nước Pháp.